# Résolution 40 du Conseil de sécurité des Nations unies
Membres permanents
- Chine
- États-Unis
- France
- Royaume-Uni
- URSS

Membres non permanents
- Argentine
- Belgique
- Canada
- Colombie
- Syrie
- RSS d'Ukraine

Résolution no 39 Résolution no 41
La résolution 40 est une résolution du Conseil de sécurité de l'ONU qui a été votée le 28 février 1948 concernant la situation en Indonésie, et qui prie la commission de bons offices d'accorder une attention particulière à la situation à Java et dans Madura.
Les votes favorables sont ceux de la Belgique, du Canada, de la Chine, de la Colombie, des États-Unis, de la France, du Royaume-Uni et de la Syrie.
Les abstentions sont celles de l'Argentine, de l'Ukraine et de l'URSS.

## Contexte historique
En Indonésie, les années 1950 sont marquées par de nombreuses rébellions séparatistes : Darul Islam pour la création d'un État islamique en Indonésie, la constitution de la république des Moluques du Sud, les mouvements de la Permesta à Sulawesi du Nord et du PRRI à Sumatra occidental. Soekarno est obligé de composer avec deux formations importantes dans les pays : les forces militaires et le parti communiste indonésien (PKI).
(Issu de l'article : Indonésie)

## Texte
- Résolution 40 sur fr.wikisource.org
- Résolution 40 sur en.wikisource.org